# Sarah Major
Sarah Major, född 22 augusti 1988, är en nyzeeländsk skådespelare som är mest känd för sin roll i TV-serien The Tribe, där hon spelar 10-åriga Patsy som har tvillingbrodern Paul.           

## Roll somPatsyiThe Tribe
Majors största roll hade hon i TV-serien The Tribe, där hon spelar Patsy. Då var hon 10 år och därmed den yngsta skådespelerskan, hon var med i de första tred säsongerna av fem. [källa behövs]
I den tredje säsongen upptäcker The Chosen att Patsy är en spion för The Mallrats och hon blir tillfångatagen, men blir hon verkligen dödad?
Patsys bästa kompis heter Cloe och de har glidit ifrån varandra ett antal gånger men de kommer för evigt att vara bästa vänner.
Cloe var 10 år i första säsongen och det är knappt någon åldersskillnad mellan dem. Patsy har en döv tvillingbror som heter Paul, Patsy får ta hand om honom när viruset kommer. Men Paul försvinner i första säsongen efter att Lex skrikit åt honom, och man får aldrig mer se honom. Det är Patsy ledsen för men som tur är finns Cloe alltid där för att trösta henne.
Sarah Major har flera gånger gjort "voice-overs" till tecknad nyzeeländsk film, samt en "The Tribe"-trailer producerad 2006 eller 2007 som producerades för att hålla intresset för The Tribe vid liv.